# Pasimafi

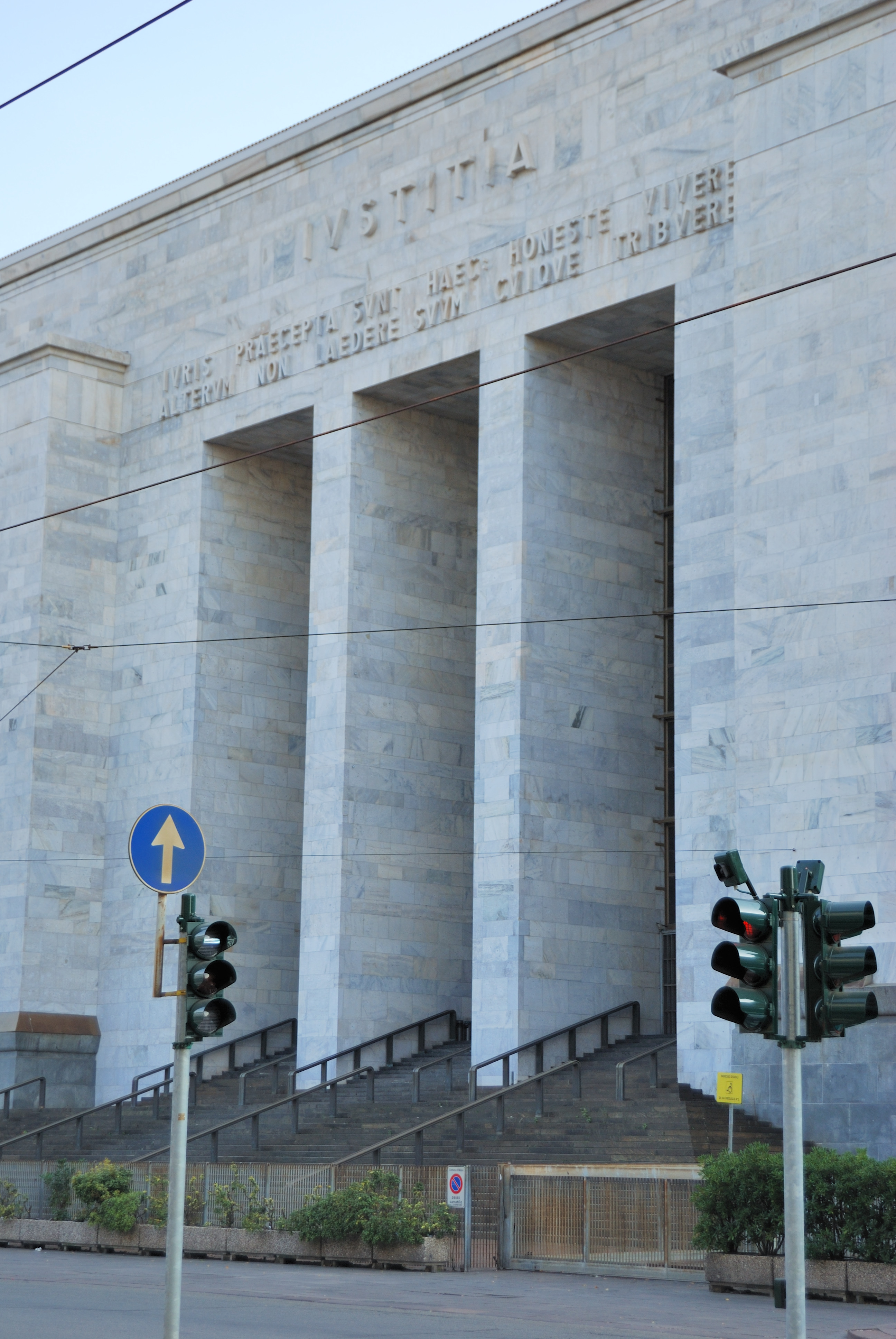
Palazzo di Giustizia di Milano.

Pasimafi è un'inchiesta giudiziaria condotta in Italia tra il 2015 e il 2018 e incentrata sulle attività di Guido Fanelli, direttore della cattedra di Anestesia e Rianimazione dell'Università di Parma. Da parte degli inquirenti venne ipotizzato un sistema fraudolento che coinvolgeva ricerca scientifica, politica, case farmaceutiche e produttrici di dispositivi medici; lo scandalo provocò, tra i suoi effetti di breve periodo, la rimodulazione delle procedure di contatto tra informatori farmaceutici e medici dell'Ospedale Maggiore di Parma.
Gran parte delle accuse rivolte ai numerosi indagati sono successivamente cadute e pertanto archiviate. Ne rimane tuttora in piedi una minima parte (circa il 20%), per la quale il processo avrà inizio a Parma il 18 giugno 2021.
Il termine venne coniato dagli stessi inquirenti a partire dal nome in uno yacht, «Pasimafi V» un'imbarcazione a disposizione della famiglia del principale indagato, Guido Fanelli, e frutto di proventi illeciti secondo l'accusa.

## Storia
L'8 maggio 2017 vennero posti agli arresti domiciliari 19 persone tra dirigenti, medici e imprenditori operanti nel settore della commercializzazione e della promozione dei farmaci e dei dispositivi medici. Altre 75 persone furono indagate, fra cui amministratori delegati, manager, commercialisti, dirigenti medici, capi commerciali e membri del consiglio direttivo di 17 aziende del settore farmaceutico. Le aziende coinvolte nell'affare Pasimafia sono:
- Alteco Medical AB,
- Spindial s.p.a.,
- Grunenthal,
- Grunenthal Italia Srl,
- Ibsa Institute Biochimique,
- Ibsa Farmaceutici Italia s.r.l.,
- L. Molteni & C. s.p.a.,
- Aziende chimiche riunite Angelini Francesco s.p.a.,
- St. Jude Medical Italia s.p.a.,
- Advanced Medical System Group s.r.l.,
- Emphasis s.r.l.,
- Fedra congressi di Raffaella Greco & C. s.a.s.
- Medinat S.r.l.
- Mundipharma Pharmaceuticals Srl,
- Prostrakan S.r.l. , (poi Kyowa Kirin S.r.l.),
- Teleflex Medical Srl Unipersonale,
- Appmed S.r.l,
- Farmaceutici Formenti S.r.l.

Venne effettuato inoltre il sequestro preventivo di due società di comodo (Doctor Consulting srl e Crag Up) allestite per il riciclaggio del provento delle attività illecite e il sequestro preventivo finalizzato alla confisca dei profitti del reato di corruzione, per circa 500.000 euro. Le accuse furono di associazione per delinquere aggravata, corruzione per atti contrari ai doveri d'ufficio, riciclaggio, truffa aggravata, abuso d'ufficio, peculato, comparaggio farmaceutico, trasferimento fraudolento di valori.
Il rettore dell’Università di Parma, Loris Borghi, uno dei 75 indagati, diede le dimissioni il 15 maggio e, anche accusato e rinviato a giudizio a seguito di un'ulteriore indagine sulla nomina a primario di una sua ex-allieva, si è suicidato il 14 marzo 2018, nei pressi di un sottopasso ferroviario nella frazione di Baganzola (Parma).

## Il processo
Dopo la chiusura indagini del 16 gennaio 2018, al 12 dicembre 2018 risultarono 75 le richieste di rinvio a giudizio presentate dalla Procura della Repubblica, di cui 65 a carico di medici e funzionari, 10 invece per aziende, e furono presentate anche venti richieste di archiviazione.
Vista la complessità delle indagini e la mole di reati, il processo «Pasimafi» fu diviso in due filoni.
Il filone principale riguarda l'associazione a delinquere, la corruzione e altri reati, per la vicenda delle bustarelle che sarebbero state pagate per promuovere, senza rispettare le procedure, farmaci e dispositivi medici.
Il filone secondario riguarda l'abuso d'ufficio per quattro concorsi, dedicati all'assunzione di medici e ricercatori, che l'accusa riteneva essere stati truccati: 10 dei 15 imputati sono stati rinviati a giudizio.
In data 5 novembre 2019, il GIP del tribunale di Parma ha trasferito il 70% dei capi di imputazione per competenza alla Procura di Lecco mentre un ulteriore 10% è stato stralciato alla Procura di La Spezia.
In data 10 Marzo 2020 il tribunale di Lecco ha archiviato la posizione di tutti gli indagati “per notizia di reato infondata “ tale archiviazione ha dichiarato sia per Fanelli che per tutti gli altri “l’assenza di atti corruttivi”.
In data 24 febbraio 2021 il Tribunale di La Spezia ha archiviato completamente le accuse per “notizia infondata di reato”
Circa il 20% delle accuse sono rimaste a Parma dove il 18 Giugno 2021 inizierà il processo di primo grado con capi di imputazione drasticamente ridotti per numero e gravità

## Conseguenze
Legge n. 38 del 2010
La vicenda gettò un'ombra sulla Legge n. 38 del 2010 Disposizioni per garantire l'accesso alle cure palliative e alla terapia del dolore. Questa legge infatti, che per anni era stata un unicum nel panorama politico mondiale e un progresso del sistema sanitario italiano, ora si sospettava che fosse stata sfruttata per fenomeni criminosi come corruzione e abuso d'ufficio dal suo principale promotore. Guido Fanelli, che era stato consulente tecnico del governo per l'estensione della Legge 38/2010 sulle cure palliative e terapia del dolore nonché presidente della Commissione istituita ad hoc dal 2008 al 2015 presso il Ministero della Salute, secondo le ipotesi degli inquirenti, avrebbe sfruttato la sua posizione per ottenere indebiti vantaggi personali.
L'allora Ministro della Salute Beatrice Lorenzin dichiarò:
Sospensione dei sanitari coinvolti nell'Ospedale Maggiore di Parma
In data 8 maggio 2017 la Direzione dell’ospedale ha comunicato di aver avviato le procedure per sospendere i sanitari coinvolti (Guido Fanelli e Massimo Allegri) dall'attività assistenziale con conseguente sospensione dello stipendio.
Il nuovo Regolamento dell'ospedale
Dopo aver recepito nel 2017 la normativa fissata con precedente delibera regionale, con l’obiettivo di limitare il contatto diretto tra informatori e singoli medici per la presentazione di farmaci o dispositivi, nel 2018 la Direzione dell'ospedale ha ritenuto di sostituire integralmente la precedente procedura approvando un nuovo regolamento.

## Analogie col caso Purdue Pharma
L'Associated Press ha svolto un'inchiesta sulle connessioni tra il caso Pasimafi (ad es. per il coinvolgimento di dirigenti di Mundipharma e per alcune strategie di marketing riscontrate) e il caso nato da Purdue Pharma con le dipendenze da oppioidi farmaceutici negli Stati Uniti d'America, che si stima abbiano causato 400.000 morti nell'arco di due decenni.
Pasimafi infatti parrebbe il primo caso fuori dagli Stati Uniti d'America con un coinvolgimento di dipendenti dello stesso gruppo farmaceutico della famiglia Sackler.  PurduePharma era stata in passato condannata per aver diffuso informazioni false riguardo alla dipendenza dal farmaco OxyContin.
Esperti del settore, come il Andrew Kolodny, direttore esecutivo di Physicians for Responsible Opioid Prescribing, hanno affermato nel corso dell'inchiesta, di ritrovare in Pasimafi le stesse strategie applicate dal settore farmaceutico in U.S.A. negli anni novanta e che hanno portato a decine di migliaia di vittime solo in quel Paese:
Rappresentanti del Congresso degli Stati Uniti d'America, almeno dal 2017, si sono attivati presso la Organizzazione Mondiale della Sanità denunciando le strategie di Mundipharma e Purdue, per evitare che l'epidemia statunitense possa diventare una pandemia.